# Гей-туризм

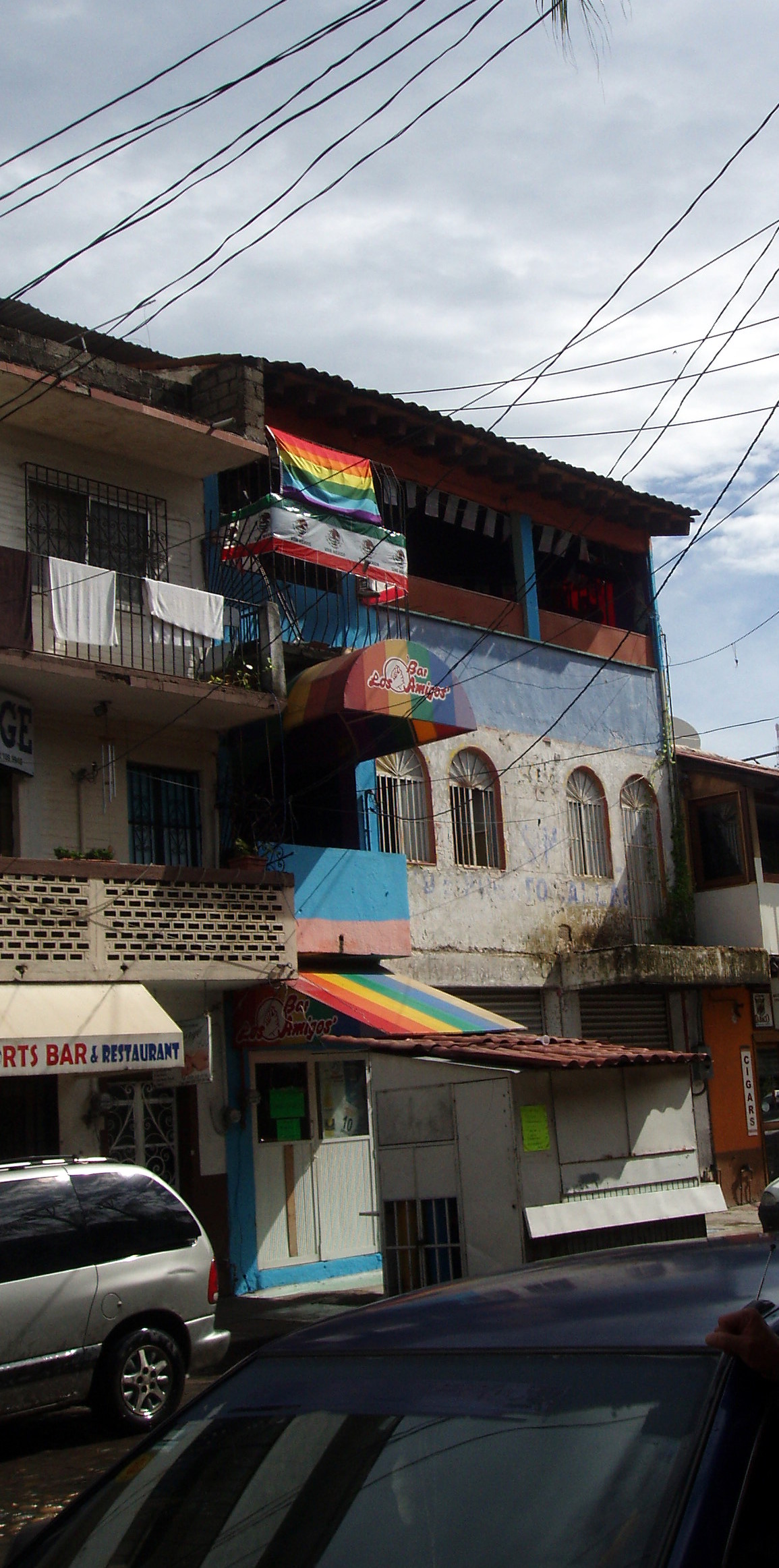
Гей-клуб на популярном для ЛГБТ курорте в Пуэрто-Вальярта

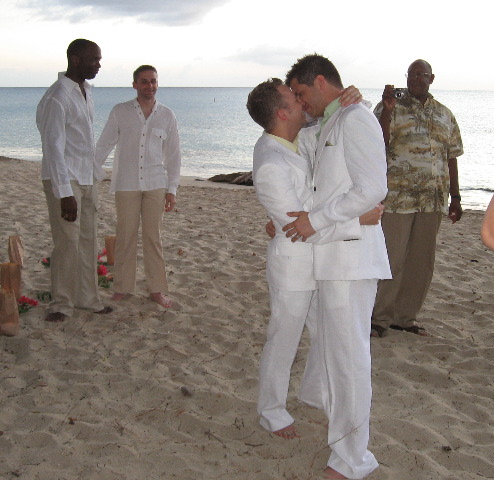
Проведение свадебной церемонии на острове

Гей-туризм, также ЛГБТ-туризм — отрасль туризма, специализирующаяся на путешествиях и отдыхе геев, лесбиянок, бисексуалов и трансгендерных людей (ЛГБТ). Предполагает путешествия в страны и регионы, толерантные к сексуальным меньшинствам. Гей-туры могут организовываться как самостоятельно, так и туристическими компаниями (как специализированными, так и универсальными).

## Услуги
Туроператоры и турагентства, предоставляющие услуги гей-туризма, информируют своих клиентов о районах компактного проживания ЛГБТ (гей-кварталы), о гей-френдли гостиницах, отелях, кафе и ресторанах, информацию о местных гей-барах, гей-клубах и других заведениях, ориентированных на ЛГБТ-клиентов, а также о различных мероприятиях, проводимых ЛГБТ-сообществами в местах предполагаемого отдыха: гей-парадах, спортивных мероприятиях (например, гей-играх, гей-родео и др.), концертах ЛГБТ-исполнителей и исполнителей, являющихся гей-иконами.
В последние годы с введением во многих странах однополых браков или других форм однополых союзов в сферу гей-туризма включаются также и свадебные туры для заключения брака, свадебные путешествия («медовый месяц») и семейные туры для клиентов с детьми.
По данным исследований мирового туристического рынка, проведенных в США, роль гей-туризма значительно выросла в период экономического кризиса. О значительной роли сегмента ЛГТБ в развитии турбизнеса говорят следующие цифры (данные по США):
- 37 % однополых пар, как минимум, раз в жизни отправлялись в длительное путешествие;
- 57 % ЛГБТ-туристов выбирают дорогие туры;
- 53 % ЛГБТ-туристов планируют свой отпускной бюджет более чем 5000 долларов на человека.

## Направления гей-туризма
Согласно опросу, проведённому в рамках десятилетней программы исследования рынка услуг для ЛГБТ-сообщества Out Now Global LGBT2020 Study, наиболее комфортными для путешествий ЛГБТ-туристов являются (в порядке уменьшения степени комфортности): Нью-Йорк (США), Сидней (Австралия), Рио-де-Жанейро (Бразилия), Париж (Франция), Сан-Франциско (США) и Лондон (Великобритания). В списке стран, которые гей-туристы хотели бы посетить в первую очередь, лидируют США. За ними следуют Франция, Испания, Великобритания и Италия. В опросе приняли участие 40 тысяч респондентов из 18 стран мира.
Согласно канадскому изданию «Метро», основными направлениями гей-туризма являются: Буэнос-Айрес (Аргентина), Кюрасао (ассоциированное с Нидерландами государство), Кейптаун (ЮАР), Шанхай (Китай) и Стамбул (Турция).
Среди прочих популярных мест отдыха ЛГБТ можно также назвать Тель-Авив (Израиль), Берлин (Германия), Дели (Индия), Гавану (Куба), Барселону (Испания) и Мадрид (Испания) и другие.
Во многих странах, включая Россию, в последние годы развивается такое направление, как поездки с целью бракосочетания.
По прежнему большой популярностью пользуется событийный ЛГБТ-туризм, например, гей-прайды и фестивали.

### Лидеры на рынке гей-туризма
Проведённое телеканалом Logo голосование определило лидеров индустрии гей-туризма. На основании результатов голосования были названы лауреаты премии Trip Out Gay Travel Awards 2010 в различных категориях:
- Нью-Йорк — лучшее мировое направление для ЛГБТ-туризма.
- Сан-Франциско — лучшее направление для ЛГБТ-туризма в США.
- Рио-де-Жанейро — самое сексуальное направление для ЛГБТ-туризма.
- Торонто — лучшее направление для развлекательного путешествия.
- Zoom Vacations — лучший туроператор для ЛГБТ.
- American Airlines — лучшая гей-френдли авиакомпания.
- группа Axel Hotels — лучшие гей-френдли гостиницы.
- Park Hyatt Vendôme в Париже — лучший локальный гей-френдли отель.
- Парад гордости в Мадриде — лучшее мероприятие для ЛГБТ.
- Бар Abbey в Лос-Анджелесе — лучший гей-бар.

### Секс-туризм
Среди излюбленных мест секс-туризма для ЛГБТ можно выделить, например, острова Миконос (Греция) и Гран-Канария (Канарские острова), африканские Марокко и Тунис, израильский Тель-Авив, а также такие экзотические страны как Таиланд, Филиппины и др.